# The Silent Enigma
The Silent Enigma es el segundo álbum de estudio de la banda británica de doom metal Anathema. Fue lanzado el 23 de octubre de 1995 por Peaceville Records, grabado en Lynx Studios, Newcastle y en M.A. Studios, Liverpool, y producido por Anathema. The Silent Enigma constituye un punto de inflexión en la carrera de la banda, ya que a partir de Eternity Anathema comienza a evolucionar hacia un estilo más suave, pues con la partida de Darren White como vocalista luego del EP Pentecost III, las influencias cambian radicalmente. Una de ellas, luego la más apreciable, en discos posteriores, sería Pink Floyd. El estilo vocal de Vincent Cavanagh es sustancialmente distinto al de Darren White, menos profundo y aplica, a diferencia de Darren, unas voces limpias que no sólo hablan sino que además cantan. Aparecen por primera vez guitarras limpias y los tempos se aceleran, pese a que en suma se podría decir que el disco sigue aún bebiendo del Death/doom metal.

## Lista de temas
1. "Restless Oblivion" – 8:03
2. "Shroud of Frost" – 7:31
3. "...Alone" – 4:24
4. "Sunset of the Age" – 6:57
5. "Nocturnal Emission" – 4:20
6. "Cerulean Twilight" – 7:05
7. "The Silent Enigma" – 4:25
8. "A Dying Wish" – 8:12
9. "Black Orchid" – 3:40
10. "The Silent Enigma Orchestral" (extra en la reedición de 2003) - 4:12
11. "Sleepless 96" (extra en la reedición de 2003) - 4:31

## Créditos
- Vincent Cavanagh — voces, guitarra
- Duncan Patterson — bajo, guitarra
- Daniel Cavanagh — guitarra
- John Douglas — batería, percusión

### Invitados
- Rebecca Wilson — voz de "...Alone"
- Deryk Fullwood — voz hablada en "Shroud of Frost"

- Datos: Q584705